# Josiane Balasko

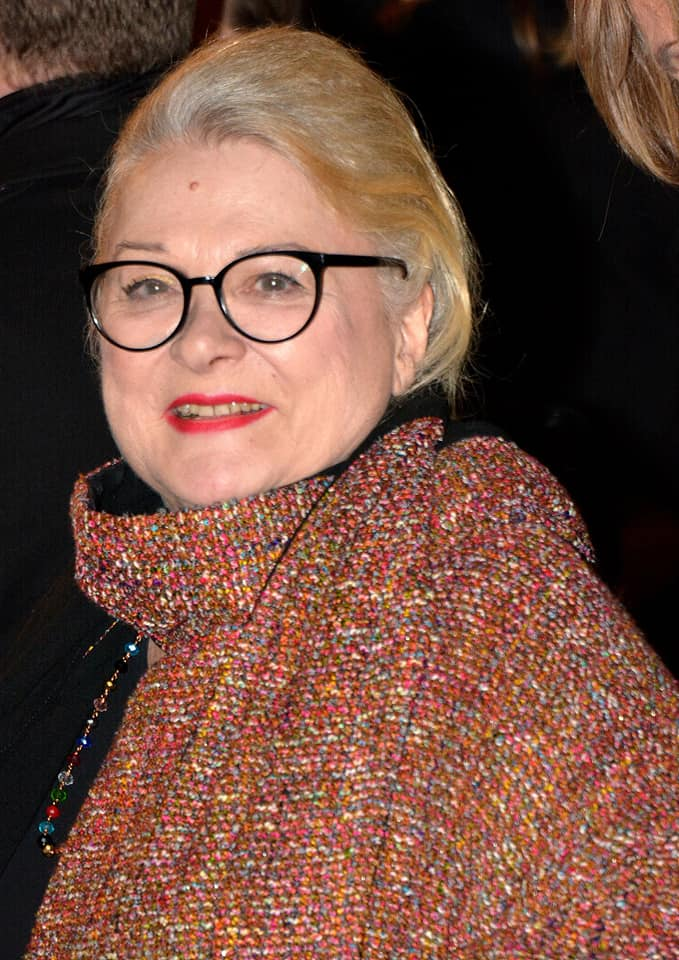
Josiane Balasko, 2020

Josiane Balasko (* 15. April 1950 in Paris; eigentlich Josiane Balasković) ist eine französische Schauspielerin, Regisseurin und Drehbuchautorin.

## Leben
Josiane Balasko kam 1950 als Tochter kroatischer Eltern in Paris zur Welt. Sie versuchte sich im Zeichnen und Schreiben, ehe sie eine Schauspielausbildung bei Tania Balachova absolvierte. In den 1970er Jahren schloss sie sich der Schauspieltruppe Le Splendid an, zu der auch Marie-Anne Chazel, Christian Clavier und Thierry Lhermitte gehörten, und trat in Pariser Cafétheatern auf. 1973 war sie neben anderen Splendid-Mitgliedern in der Filmkomödie Das Jahr Null Eins auch auf der Leinwand zu sehen. Gemeinsam spielten sie später auch in Patrice Lecontes Filmkomödie Die Strandflitzer, mit der Balasko 1978 in Frankreich der Durchbruch gelang. Ein Jahr später folgte die Fortsetzung Sonne, Sex und Schneegestöber, bei der Balasko wie beim Vorgänger auch am Drehbuch beteiligt war.
Für ihre Darstellung einer Sekretärin in Bertrand Bliers Zu schön für Dich erhielt sie 1990 ihre erste Nominierung für den César in der Kategorie Beste Hauptdarstellerin. Sie arbeitete auch weiterhin für das Theater und begann eigene Bühnenstücke zu schreiben. Sowohl beim Theater als auch beim Film führte sie selbst Regie. Der erste Spielfilm unter ihrer Leitung war die 1985 veröffentlichte Komödie Sac de noeuds, in der sie neben Isabelle Huppert auch eine Hauptrolle spielte. Doch erst zehn Jahre später konnte sie sich mit der Dreieckskomödie Eine Frau für Zwei (1995) auch als Filmemacherin etablieren. Der Film, in dem Balasko als lesbische Klempnerin in einer Ménage á trois mit einer Hausfrau und deren Mann zusammenlebt, überzeugte Kritiker und Publikum gleichermaßen und war als bester Film für den César nominiert. Balasko, die zudem in der Kategorie Beste Regie nominiert war, wurde schließlich für das Drehbuch mit einem César und dem Prix Lumières ausgezeichnet.
Aus ihrer Ehe mit dem Bildhauer Philippe Berry (1956–2019), von dem sich Balasko scheiden ließ, stammen ihr Adoptivsohn Rudy Berry und ihre Tochter Marilou Berry, die ebenfalls als Schauspielerin tätig ist. Balasko heiratete später George Aguilar.

## Filmografie (Auswahl)
D = Darstellerin, R = Regie, B = Drehbuch
- 1973: Das Jahr Null Eins (L’an 01) – Regie: Jacques Doillon, Alain Resnais, Jean Rouch (D)
- 1976: Der Mieter (Le locataire) – Regie: Roman Polański (D)
- 1977: Süßer Wahn (Dites-lui que je l’aime) – Regie: Claude Miller (D)
- 1977: Ein irrer Typ (L’animal) – Regie: Claude Zidi (D)
- 1977: Wir kommen alle in den Himmel (Nous irons tous au paradis) – Regie: Yves Robert (D)
- 1977: Samstags immer, sonntags nie (Les petits câlins) – Regie: Jean-Marie Poiré (D)
- 1978: Die Strandflitzer (Les bronzés) – Regie: Patrice Leconte (B, D)
- 1979: Les héros n’ont pas froid aux oreilles – Regie: Charles Nemès (D)
- 1979: Sonne, Sex und Schneegestöber (Les bronzés font du ski) – Regie: Patrice Leconte (B, D)
- 1980: Clara und die tollen Typen (Clara et les chics types) – Regie: Jacques Monnet (D)
- 1981: Le maître d’école – Regie: Claude Berri (D)
- 1981: Les hommes préfèrent les grosses – Regie: Jean-Marie Poiré (B, D)
- 1981: Heirate mich nicht, Chérie (L’année prochaine … si tout va bien) – Regie: Jean-Loup Hubert (B)
- 1982: Begegnung in Biarritz (Hôtel des Amériques) – Regie: André Téchiné (D)
- 1982: Da graust sich ja der Weihnachtsmann (Le père Noël est une ordure) – Regie: Jean-Marie Poiré
- 1983: Der schöne Schein des Reichtums (Signes extérieures de richesse) – Regie: Jacques Monnet (D)
- 1984: Kleiner Spinner (P’tit con) – Regie: Gérard Lauzier
- 1985: Meilensteine des Lebens (Tranches de vie) – Regie: Gérard Lauzier (D; 5. Episode)
- 1987: Die Strich-Academy (Les keufs) (R, B, D)
- 1989: Zu schön für Dich (Trop belle pour toi) – Regie: Bertrand Blier
- 1991: Mein Leben ist die Hölle (Ma vie est un enfer) (R, B, D)
- 1993: Nur der Hauch eines Zweifels (L’ombre du doute) – Regie: Aline Issermann (D)
- 1995: Eine Frau für Zwei (Gazon maudit) (R, B, D)
- 1997: Didier – Regie: Alain Chabat (D)
- 1997: Frank – Was sie schon immer über Heiratsschwindel wissen wollten (Arlette) – Regie: Claude Zidi (D)
- 1998: Un grand cri d’amour (R)
- 1999: Le fils du Français – Regie: Gérard Lauzier (D)
- 2000: Liebeslust und Freiheit (Le libertin) – Regie: Gabriel Aghion (D)
- 2002: Le raid – Regie: Djamel Bensalah (D)
- 2003: Im Schatten der Wälder (Cette femme-là) – Regie: Guillaume Nicloux (D)
- 2005: Ich sah den Mord an Ben Barka (J’ai vu tuer Ben Barka) – Regie: Serge Le Péron (D)
- 2006: Les bronzés 3 – Amis pour la vie – Regie: Patrice Leconte (B, D)
- 2007: L’auberge rouge – Mord inklusive (L’auberge rouge) – Regie: Gérard Krawczyk (D)
- 2007: La clef – Regie: Guillaume Nicloux (D)
- 2008: Cliente (R)
- 2008: Auf der Parkbank (Bancs publics) (D)
- 2009: Die Eleganz der Madame Michel (Le hérisson) – Regie: Mona Achache (D)
- 2011: Ein freudiges Ereignis (Un heureux événement) – Regie: Rémi Bezançon (D)
- 2011: Seitengänge (Sport de filles) – Regie: Patricia Mazuy (D)
- 2012: Mes héros – Regie: Éric Besnard (D)
- 2013: Demi-sœur (R, B, D)
- 2014: Les gazelles – Regie Mona Achache (D)
- 2015: Madame Christine und ihre unerwarteten Gäste (Le grand partage) – Regie: Alexandra Leclère (D)
- 2016: Willkommen im Hotel Mama (Retour chez ma mère) – Regie: Eric Lavaine (D)
- 2017: Meine schöne innere Sonne (Un beau soleil intérieur) – Regie: Claire Denis (D)
- 2018: Gelobt sei Gott (Grâce à Dieu) – Regie: François Ozon (D)
- 2019: 15 Minutes of War (L’intervention) – Regie: Fred Grivois (D)
- 2019: All Inclusive – Regie: Fabien Onteniente (D)
- 2019: Der Basar des Schicksals (Le Bazar de la Charité) (TV-Serie, acht Folgen) (D)
- 2019: Meine geistreiche Familie (L’Esprit de famille) (D)
- 2021: Mamma ante Portas (Un tour chez ma fille) (D)
- 2024: Wenn der Herbst naht (Quand vient l’automne) (D)

## Auszeichnungen

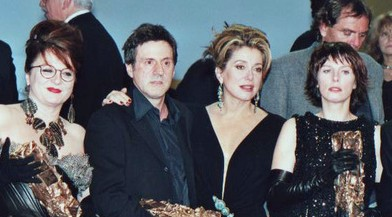
Balasko mit Daniel Auteuil, Catherine Deneuve und Karin Viard bei der César-Verleihung 2000

- 1990: Nominierung für den César in der Kategorie Beste Hauptdarstellerin für Zu schön für Dich
- 1994: Nominierung für den César in der Kategorie Beste Hauptdarstellerin für Tout le monde n’a pas eu la chance d’avoir des parents communistes
- 1994: Ritter des Ordre national du Mérite[2]
- 1996: César in der Kategorie Bestes Drehbuch sowie Nominierung in den Kategorien Bester Film und Beste Regie für Eine Frau für Zwei
- 1996: Prix Lumières in der Kategorie Bestes Drehbuch für Eine Frau für Zwei
- 1996: Publikumspreis beim Palm Springs International Film Festival für Eine Frau für Zwei
- 2000: César-Ehrenpreis
- 2004: Nominierung für den César in der Kategorie Beste Hauptdarstellerin für Im Schatten der Wälder
- 2004: Kommandeur des Ordre des Arts et des Lettres[3]
- 2009: Nominierung für den Großen Preis der Jury beim Sundance Film Festival für Cliente
- 2020: Nominierung für den César in der Kategorie Beste Nebendarstellerin für Gelobt sei Gott